# Bayerischer Bauindustrieverband
Der 1946 gegründete Bayerische Bauindustrieverband e.V. ist die Interessenvertretung  industrieller Bauunternehmen in Bayern. Er ist ein Arbeitgeber- und Wirtschaftsverband sowie Tarifpartner und Bildungsträger.

## Ziele
Dem Verband gehören  mittelständische Bauunternehmen aller Bausparten sowie international aufgestellte Großunternehmen an. Bedarfsgerechte Bauinvestitionen der öffentlichen Hand, die verstärkte privatwirtschaftliche Realisierung öffentlicher Investitionsvorhaben und die Verbesserung der wirtschaftlichen, rechtlichen, steuerlichen, arbeitsmarkt- und ordnungspolitischen Rahmenbedingungen auf dem Baumarkt gehören zu den Zielen der Bayerischen Bauindustrie. Mit besonderem Augenmerk widmet sich der Verband der  beruflichen Bildung.

## Partner
Der Verband bündelt und artikuliert die Interessen der Bauindustrie in Bayern gegenüber den politischen Gremien, Behörden und Verbänden auf Kommunal-, Landes-, Bundes- und auf EU-Ebene. Er bringt sich in Gesetzgebungsprozesse ein und nimmt Einfluss auf alle relevanten baupolitischen und verwaltungsrechtlichen Entwicklungen. Dabei arbeitet er eng mit dem Hauptverband der Deutschen Bauindustrie, der  Vereinigung der Bayerischen Wirtschaft (vbw), den Landesverbänden der Bauindustrie sowie allen Bauverbänden zusammen.

## Präsidium
Die Richtlinien der Verbandsarbeit werden durch den Vorstand mit seinem Präsidenten bestimmt, sofern diese nicht durch die Mitgliederversammlung vorgegeben werden.

## Bildungszentren
Der Verband betreibt in Stockdorf (Landkreis Starnberg) und  Nürnberg-Wetzendorf zwei moderne Bildungszentren für  Aus-, Fort- und Weiterbildung in der Bauindustrie. Hier werden überbetriebliche Schulungen für Auszubildende angeboten, die die duale Ausbildung im Unternehmen ergänzen. Weiterhin bieten beide Zentren Lehrgänge zur Aufstiegsfortbildung, Seminare zur fachlichen Weiterbildung und Zusatzqualifikationen im Sinne des  Lebenslangen Lernens an.